# Дніпровська лінія

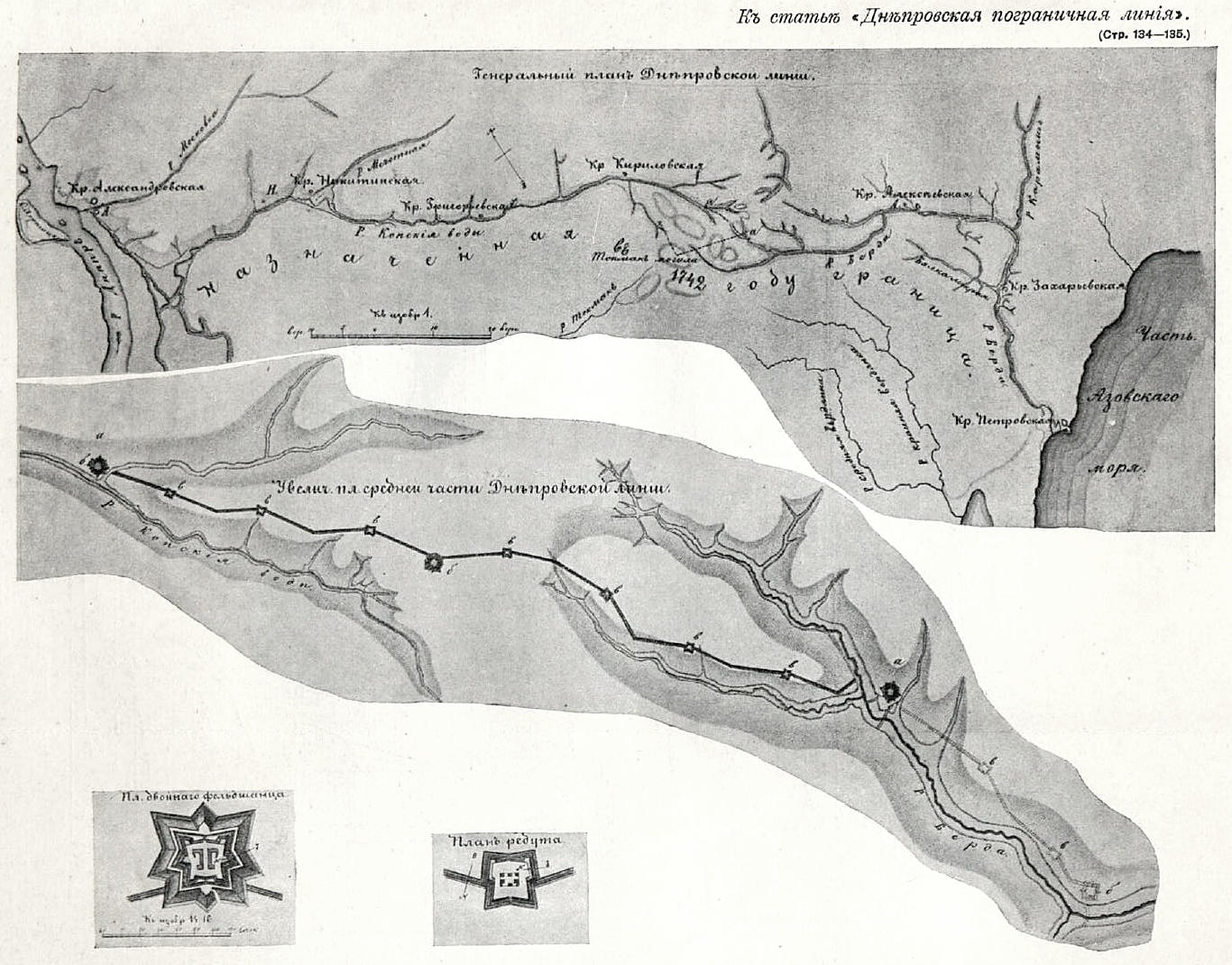
Дніпровська лінія

Дніпро́вська лінія — система прикордонних укріплень, збудована в 1768-74 для оборони південних кордонів Російської імперії від нападів турків і татар. Одна з російських порубіжних оборонних ліній XVI — XIX століття.
Будівництво Дніпровської лінії розпочалось у зв'язку з переміщенням кордонів Росії на південь і втратою оборонного значення Українською лінією. Простягалася через територію України майже на 200 км від Дніпра до Азовського моря вздовж річок Конки і Берди.
Складалася з окремих фортець та суцільної укріпленої лінії між верхів'ями цих річок.

## Фортеці
Фортеці на Дніпровській лінії були розміщені на відстані бл. 30 км одна від одної.
- Олександрівська, Запоріжжя, у устя річки Мокра Московка на її правому березі
- Микитинська, поблизу села Жовтеньке Оріхівського району Запорізької області
- Кряжева, поблизу села Кірове Оріхівського району Запорізької області
- Григорівська, поблизу села Багате і Лугівське Пологівського району Запорізької області
- Кирилівська, поблизу села Семенівка Пологівського району Запорізької області
- Олексіївська, поблизу села Олексіївка Куйбишевського району Запорізької області у верхів'ях Берди
- Захарівська, у Осипенко за 18 км від устя Берди
- Петрівська — поблизу села Новопетрівка у устя річки Берда в околицях Бердянську

Охоронну службу в фортецях несли козаки. Після приєднання в 1783 Кримського ханства до Російської імперії Дніпровська лінія втратила воєнно-стратегічне значення.